# Izbori za Europski parlament 2024.
Izbori za Europski parlament 2024. deseti su parlamentarni izbori Europske unije, koji su u svim državama članicama održani od 6. do 9. lipnja 2024., dok su u Hrvatskoj za 12 predstavnika održani 9. lipnja 2024. godine.

## Preraspodjela mjesta
Ovo su bili prvi izbori za Europski parlament nakon izlaska Ujedinjenog Kraljevstva iz Europske unije, popularno zvanog Brexit. Kao rezultat Brexita, 27 mjesta iz britanske delegacije u siječnju je 2020. godine raspodijeljeno drugim zemljama. Ostalih 46 mjesta je ukinuto, a ukupan broj zastupnika u Europskom parlamentu naknadno je smanjen sa 751 na 705 mjesta.
Zastupnici su zatim na plenarnoj sjednici 13. rujna 2023. godine odobrili povećanje broja zastupničkih mjesta sa 705 na 720. Novih 15 zastupničkih mjesta raspoređeno je među 12 država članica. Hrvatska po novomu sustavu i dalje ima 12 zastupnika u Europskom parlamentu.